# ハウス食品
ハウス食品株式会社（ハウスしょくひん、英語: House Foods Corporation）は、カレールーを中心とする日本の大手食品メーカー。通称はハウス、House。株式の略号は「ハウス食」。東京都千代田区と大阪府東大阪市に本社を置く（登記上の本店所在地は大阪府東大阪市）。
みどり会の会員企業であり三和グループに属している。本項では、初代ハウス食品（現：ハウス食品グループ本社）と、初代法人の事業を引き継いだ二代目ハウス食品（旧ハウス食品分割準備）について記す。

## 概要
1963年（昭和38年）に発売され、爆発的なヒットを記録して発売され続ける「バーモントカレー」に代表されるように、カレーやシチューの素（主に板チョコ状の固形ルウ（ルー））やスナック菓子類を主力商品としている。中でも即席カレールウでは、同業他社のエスビー食品・江崎グリコに対して圧倒的な差をつけており、2024年（令和6年）現在シェアは第1位である。また、菓子類では「とんがりコーン」を筆頭としたスナック菓子を中心に、ガムや飴なども製造している。北米では豆腐事業を関係会社「ハウス フーズ アメリカ」が展開しており、2000年代において業界2位となっている。これは1980年代前半にロサンゼルスの老舗豆腐メーカーから同社へ技術提携の要請があり、それを受けて提携関係が開始され、同社がその豆腐メーカーに出資するなど両社の関係が進展し、1993年（平成5年）に提携先から株式を買い取って現名称に変更し、本格的に豆腐事業を展開したことによる（北米でのハウス食品の企業としての知名度は低い）。なお、同社の豆腐事業が北米地域展開に留まる理由として、日本国内では法制度の関係上（中小企業事業分野調整法）、大手企業は豆腐事業に事実上参入出来ないと言う事情もある。

### 歴史
徳島県出身の創業者、浦上靖介が、1913年（大正2年）に大阪・松屋町にて、薬種原料問屋「浦上商店」を創業する。浦上が出張した際に購入した外国製のカレー粉をヒントに日本人の味覚に合わせようと、さまざまなスパイスを調合して日本人向けのカレー粉を試行錯誤の末、開発・研究する。そして、1926年（大正15年）にはカレー粉の「ホームカレー」を販売していた「稲田食品製造所」を吸収、現在の大阪本社所在地でもある布施市（現在の東大阪市）に工場（近鉄奈良線河内小阪駅近く）を設け、生産を開始する。しかし、「ホームカレー」は商標権上の問題が発生したため、使用できなくなる。すると浦上の妻の靖代が発した「日本にホームの概念はあらしまへん。カレーを売るならハウスだす」の一言で、1928年（昭和3年）、「ハウスカレー」と名を変えて発売されることになる。「ハウスカレー」は発売当初、日本各地の百貨店でチンドン屋を従えて本社社員が店頭でカレーを作る実演販売を経て試食を提供する宣伝活動を行った。この活動は大当たりし、それまで高級な西洋料理の一つで、日本人には馴染みがなかったカレーを日本の食卓に広めていった。まもなく第二次世界大戦の勃発により、一般向けカレー製造の製造販売は中止を余儀なくされるも、日本海軍 用としてカレーの製造を続けると共に、戦後の1949年（昭和24年）には社名を「ハウスカレー浦上商店」に、そして1960年（昭和35年）には「ハウス食品工業」と変更し、現社名である「ハウス食品」に至る。1973年（昭和48年）には「シャンメン」でインスタントラーメン事業に進出し、袋入りの製品に特化しており、カップ麺の販売は現在まで行っていない。ただし、過去のカップスープにおいて「しらたき麺」が入った商品「豆乳を練り込んだしらたき麺スープ」を発売したことがある。地域限定のいわゆる「ご当地ラーメン」を比較的古くから積極的に発売しており、1979年（昭和54年）に九州・山口地方限定で発売した、とんこつ風味のラーメン「うまかっちゃん」は、マイルドでクセのない味わいで人気を集めた。その後、「うまかっちゃん」の成功を契機として北海道限定で「うまいっしょ」、近畿地方で「好きやねん」といったご当地ラーメンを発売し、のちに3銘柄すべてが全国で発売されたが、このうち「うまいっしょ」は2007年で販売を終えた。また、1987年（昭和62年）頃には関東地方（山梨県、静岡県含む）限定で「東京ラーメン・わっしょい」も発売されていた。1983年（昭和58年）にミネラルウォーター「六甲のおいしい水」を発売した以降は飲料事業にも力を入れ、「ウコンの力」や「ニンニクの力」などの健康飲料も発売した。さらに、「PURE-INシリーズ」や「黒豆ココア」といった健康食品の製造・販売も行なうなど、新分野に取り組んでいる。2006年（平成18年）4月に武田薬品工業系の武田食品工業（現：ハウスウェルネスフーズ）の事業を、ハウス食品と武田薬品の合弁事業に移行させ、翌2007年（平成29年）10月1日には武田薬品の保有株式（34%）をすべて取得した。また、長らくハウス食品の主力商品であった「六甲のおいしい水」は、2010年（平成22年）4月8日に製造工場（神戸市西区）と採水場（神戸市灘区）を、アサヒビールグループの飲料メーカー・アサヒ飲料に（土地・建物設備を含め）53億円で売却した。なお、同年7月、アサヒ飲料が「六甲のおいしい水」の製造、販売、商標権を引き継いだことで、ミネラルウォーター事業から撤退した。
テレビCMは興和などと同様にフリースポット契約だが、一部番組提供扱いもある。フリースポット契約の性質上、CMの放送回数は年々増加傾向にあり、関東地区での2012年8月度の月間CM放送ランキングでは1位だった。平成新局を含む一部の地方局や独立UHF局の一部、スカパー! (CS) チャンネルではCMは放送されていない。また、かつては10秒や7秒半および5秒のバージョンのCMも存在した。
本社は東大阪市（大阪本社）と千代田区（東京本社）に置いているが、1990年代後半から、営業面や商品の企画・開発およびマーケティングなどの業績向上を目的として社内全般の管理業務の大半を東京に移転しており、現在は大阪本社を登記上本店として事実上の本社機能は東京本社に置かれている。なお、株主総会など重要な社内行事については、引き続き大阪本社でおこなわれている。2012年、奈良工場に機能を移転した東大阪工場跡地に新本社ビルを建設し、総務や人事、法務、資材などの部門は東大阪市内の複数のオフィスから新本社に集約されている。

## 沿革
- 1913年（大正2年）11月11日 - 創業者・浦上靖介が大阪市南区（現・中央区）松屋町筋に薬種化学原料店浦上商店を創業。
- 1926年（大正15年） - 「ホームカレー」の稲田商店を吸収し、大阪府中河内郡意岐部村（後の布施市。現在の東大阪市）御厨の工場で即席粉末カレールウ（ホームカレー）の製造を始める。
- 1928年（昭和3年） - 即席粉末カレールウ「ホームカレー」を「ハウスカレー」と改称。
- 1934年（昭和9年） - 浦上商店が会社組織になる。
- 1947年（昭和22年）6月7日 - 株式会社組織に改め、商号を株式会社浦上糧食工業所とする。
- 1949年（昭和24年） - 商号を株式会社ハウスカレー浦上商店に変更。これに伴い、即席粉末カレールウ「ハウスカレー」を「ハウス即席カレー」と改称。
- 1954年（昭和29年） - 東京に営業所を設置（現・東京支店）。
- 1955年（昭和30年） - 名古屋市に営業所を設置（現・名古屋支店）。
- 1956年（昭和31年） - 福岡市に営業所を設置（現・福岡支店）。
- 1957年（昭和32年） - 札幌市に営業所を設置（現・札幌支店）。
- 1959年（昭和34年） - 広島市に営業所を設置（現・中四国支店）。布施市に新工場竣工（現・東大阪工場）。
- 1960年（昭和35年） - 商号をハウス食品工業株式会社に変更。業界初の即席固形カレールウ「印度カレー」を発売。
- 1962年（昭和37年） - 布施市（現・東大阪市）に本社社屋完成。
- 1963年（昭和38年） - 「バーモントカレー」を発売。テレビCMにも登場し、瞬く間に大ヒット商品となる。
- 1964年（昭和39年） - 仙台市に営業所を設置（現・仙台支店）。即席ブリン「プリンミクス」を発売しデザート事業に参入。
- 1965年（昭和40年） - 本社営業部を大阪営業部に改称（現・大阪支店）。
- 1966年（昭和41年）
  - 奈良県大和郡山市に郡山工場竣工（現・奈良工場）。即席顆粒シチュールウ「シチューミクス」を発売。
  - 創業者で初代社長の浦上靖介が逝去し、二男の郁夫が2代目社長に就任する。
- 1968年（昭和43年） - 大阪に営業所を設置（現・大阪支店）。「ジャワカレー」を発売。
- 1969年（昭和44年） - 高松市に営業所を設置（2010年（平成22年）閉鎖）。
- 1970年（昭和45年） - テクノロジーセンター（研究所、現・ソマテックセンター）、イデアックセンター（研修所）完成。栃木県佐野市に関東工場竣工。「ククレシチュー」を発売し、レトルト食品分野に参入。
- 1971年（昭和46年） - 東京・大阪両証券取引所市場第2部に株式上場。レトルトパウチ入り即席カレー「ククレカレー」を発売。
- 1972年（昭和47年） - 名古屋証券取引所市場第2部に株式上場。（現在は上場廃止）
- 1973年（昭和48年） - 東京・大阪・名古屋各証券取引所市場第1部に株式上場。袋入り即席中華麺「シャンメンしょうゆ味」を発売し、インスタントラーメン業界に参入。
- 1974年（昭和49年） - 東京本部を設置（現・東京本社）。ラミネートチューブ入り薬味「ねりわさび」「ねりからし」を発売。
- 1975年（昭和50年） - 「私作る人、僕食べる人」の会話を使ったシャンメンのCMが婦人団体から「女性蔑視」とクレームがつき、放映中止。
- 1976年（昭和51年） - 福岡県糟屋郡古賀町（現・古賀市）に福岡工場竣工。レトルトパウチ入り即席デザート「フルーチェ」を発売、大ヒット商品となる。
- 1977年（昭和52年） - 米国ゼネラル・ミルズ社との技術提携により「ポテトチップス」を発売し、スナック食品分野に参入。
- 1978年（昭和53年） - コーンスナック「とんがりコーン」を発売。スナックの大ヒット商品に。
- 1979年（昭和54年） - 袋入り即席中華麺「本中華」（後に「本中華[醤(ジャン)]」に改称）、および「うまかっちゃん」を発売。
- 1980年（昭和55年） - 「楽しい家庭料理の世界をひろげるハウス食品」を新スローガンに、社のマーク及びロゴタイプを一新（「HOUSE」および家マーク→「House」およびアルファベット小文字の"h"と家をイメージしたマーク）。ただし一部商品は1983年頃まで旧ロゴが使われていた。近藤真彦がCM出演したスナック「ロッカッキー」を発売。
- 1981年（昭和56年） - ロサンゼルスに営業所を設置。
- 1982年（昭和57年） - 静岡県袋井市に静岡工場竣工。
- 1983年（昭和58年） - 「六甲のおいしい水」を発売し、飲料業界に進出。東京ディズニーランドに企業参加。レトルトパウチ入り即席カレー「カレーマルシェ」、および袋入り即席中華麺「楊夫人（マダムヤン）」、袋入り即席和風麺（うどん）「花さぬき」を発売。
- 1984年（昭和59年）
  - 関東支店を設置。
  - 11月、グリコ・森永事件で脅迫状が届く。
- 1985年（昭和60年） 
  - 電子レンジ専用食品「レンジグルメ」を発売し、コンビニエンス食品の新分野開拓。フジテレビ系アニメーション番組世界名作劇場『小公女セーラ』への番組提供開始。以降、1993年（平成5年）の『若草物語 ナンとジョー先生』まで、単独提供を継続。
  - 2代目社長の浦上郁夫がグリコ・森永事件の終息を先代社長である父・靖介の墓前に報告しに大阪に向かう途中、日本航空123便墜落事故に巻き込まれて犠牲となった。
- 1988年（昭和63年） - 決算期を、11月30日から3月31日に変更。
- 1989年（平成元年） - オーブントースター専用食品「ディッシュアップ」を発売[10]。
- 1990年（平成2年） - ポテトスナック「オー・ザック」を発売。
- 1993年（平成5年） - 千葉県四街道市にソマテックセンター（研究所）を竣工。商号をハウス食品株式会社（初代）に変更する。この時、一部社員から「ハウス株式会社」にしては、との声もあったが、「建築会社と間違われる」と却下。東京本社、大阪本社の2本社体制に。"知恵ある暮らしをデザインする"を新しいコーポレートメッセージとする。HOUSE FOODS AMERICA CORPORATION 設立。
- 1994年（平成6年） - 「細打名人」を発売。
- 1995年（平成7年） - 「冷しゃぶドレッシング」を発売。
- 1996年（平成8年） - 即席固形カレールウ「こくまろカレー」、および即席固形シチュールウ「北海道シチュー」を発売。
- 1997年（平成9年） - 東京都千代田区に東京本社ビル完成。国際品質保証規格「ISO 9002」全工場取得。上海カレーハウスレストラン有限公司設立。即席固形ハヤシルウ「完熟トマトのハヤシライスソース」、即席フライミックス「香草パン粉焼き」発売。
- 1998年（平成10年） - 環境マネジメントシステム「ISO 14001」静岡工場取得。
- 2000年（平成12年） - 台湾カレーハウスレストラン有限公司設立。全工場「ISO 14001」取得。
- 2001年（平成13年） - 東京ディズニーシーに企業参加。「さわやか吐息」を発売。
- 2002年（平成14年） - 上海事務所開設。上海ハウス味の素食品有限公司を設立し、中国でレトルトカレーを発売。即席固形シチュールウ「こくまろシチュー」を発売。
- 2003年（平成15年） - HOUSE FOODS HOLDING USA INC. 設立。初めて「環境レポート」を発行。「黒豆ココア」「やさしい食卓」を発売。生産技術部門「ISO 9001・2000年版」取得。
- 2004年（平成16年） - 創業90周年を機に“おいしさとやすらぎを”を新しいコーポレートメッセージとする。中国で香辛調味食品を製造販売する上海ハウス食品有限公司設立。ハウス食品分析テクノサービス設立。株式会社ギャバンと業務提携。六甲工場竣工。「ウコンの力」発売。
- 2005年（平成17年） - 吉川工場（チルド食品製品製造）竣工。台湾におけるカレーレストラン事業に、株式会社壱番屋資本参加。全工場に加え、東京・大阪両本社、ソマテックセンターでISO 14001統合認証取得。「カップシチュー」「カップdeカレー」「カレー鍋つゆ」発売。
- 2006年（平成18年） - ハウスウェルネスフーズ設立。「うるおい美率」「火鍋房」発売。
- 2007年（平成19年） - 世界名作劇場がBSフジに移行して番組『レ・ミゼラブル 少女コゼット』で復活し、提供を再開（冠協賛だが、複数スポンサー）。
- 2009年（平成21年） - TBS系『EXH』の番組提供開始、「世界名作劇場」以来15年ぶりの一社提供（翌年終了）。「メガシャキ」発売。
- 2010年（平成22年） - 「六甲のおいしい水」（ミネラルウォーター）の事業をアサヒ飲料に53億円で譲渡。
- 2011年（平成23年） - 東大阪工場を閉鎖し奈良工場に統合。
- 2012年（平成24年）3月 - 創業100周年記念プロジェクトとして大阪本社新社屋着工[11]。
- 2013年（平成25年）10月 - 持株会社体制に移行し、ハウス食品グループ本社株式会社に商号変更した（東京証券取引所市場第1部での上場は継続）。香辛食品等の製造は新設の事業会社であるハウス食品株式会社（二代目、非上場会社）が管轄、従来ハウス食品が製造していたウコンの力などの健康食品は、ハウスウェルネスフーズに移管される[12]。
- 2022年（令和4年）4月 - グループ会社のマロニー株式会社から家庭用ドライ製品を譲り受けたことにより、「マロニーちゃん」・「スープマロニーちゃん」・「くずきり」の販売を開始。
- 2023年（令和5年）
  - 4月1日 - 国内における業務用食品事業をハウスギャバン株式会社（同日付で株式会社ギャバンから商号変更）へ吸収分割により移管[13]。
  - 10月2日 - 即席固形カレールウ「クロスブレンドカレー」発売。

## 生産拠点
- 奈良工場（1966年（昭和41年）操業、奈良県大和郡山市）
- 関東工場（1970年（昭和45年）操業、栃木県佐野市）
- サンハウス食品工場（1970年（昭和45年）操業、愛知県江南市）
- 福岡工場（1976年（昭和51年）操業、福岡県古賀市）
- 静岡工場（1982年（昭和57年）操業、静岡県袋井市）
- ハウスあいファクトリー工場（2009年（平成21年）操業、大阪府東大阪市）

### 過去
- 六甲工場（2004年（平成16年）操業：神戸市西区）
  - 2010年（平成22年）のミネラルウォーター「六甲のおいしい水」事業譲渡により、アサヒ飲料六甲工場となった。
- 東大阪工場（1926年（大正15年） 操業、大阪府東大阪市御厨栄町の大阪本社内）
  - 2011年（平成23年） - 東大阪工場を閉鎖し奈良工場に統合、一部スパイス類はハウスあいファクトリー工場（東大阪市渋川町）に移管。

## 歴代のコーポレートスローガン
これらは1社提供を含む筆頭もしくは冠協賛を行うテレビ番組（後述）のスポンサー読み上げの時に使われている（60秒提供は省略される場合あり）が、2016年4月以降はハウス食品グループに統一されている。
- 1960年 - 1980年： 家のマークでお馴染みのハウス食品工業
- 1980年4月1日 - 1993年3月31日： 楽しい家庭料理の世界をひろげる、ハウス食品
- 1993年4月1日 - 2004年3月31日： 知恵ある暮らしをデザインする、ハウス食品　あっこれいいね　ハウス食品
- 2004年5月21日 - 2009年3月31日： おいしさとやすらぎを、ハウス食品
- 2009年4月1日 - 2016年3月31日： イキイキ!おいしい!ヘルシー! ハウス食品
- 2016年4月1日 - 現在：食でつなぐ、人と笑顔を。ハウス食品グループ

## 製品
ハウス食品で発売している製品の具体的な主な種類は次の通り。製品名の●はグループ会社のハウスウェルネスフーズ扱い。

### カレー・シチュー・スープ系

#### カレー
カレールゥ
- バーモントカレー
- ジャワカレー
- ザ・カリー
- こくまろカレー
  - 同社が製造・販売する即席カレールゥとしては廉価系に属している。原材料の高騰、および少子化などの理由のため、2013年1月28日のリニューアル以降より大判サイズの内容量がこれまでの190g入り（10皿分）から140g入り（8皿分）に減量となった。

- 北海道ホワイトカレー
- PRIMEシリーズ
  - 当初は内容量が200g入り（10皿分）で販売されていたが、原材料の高騰、および少子化などの理由のため2010年2月のリニューアル以降より製造コストを下げる理由で160g入り（8皿分）に減量となった。
    - PRIMEバーモントカレー
    - PRIMEジャワカレー

- 印度カレー
  - 同社が現在発売している現行商品としての即席カレールウとしては最古参（1960年発売開始）となる商品（ブランド）。1977年3月の大幅リニューアルの実施に伴い、発売当初からの「中辛」に加え「辛口」が追加、同時に調理の最後の仕上げに別途投入する専用の調味香辛料「香りのミクススパイス」が添付され現在の形となった。

- 海の幸カレー
- スープカリーの匠
- 香味焙煎カレーフレーク
- クロスブレンドカレー
  - 2023年10月2日発売開始。キレと軽快感のあるスパイスの香味が特徴的な即席カレールウ。同様のコンセプトを持った上位商品のジャワカレーが大人だけの家族（≒エンプティネスト）を対象としているのに対し、こちらはバーモントカレーやこくまろカレーでは満足できない10歳以上の子息（子供）がいる若年の家族（≒ヤングファミリー）を対象としている。当初は甘口と中辛で展開していたが、2024年2月12日に辛口が追加発売され事実上、ラインアップが完成した。

レトルトカレー
- ククレカレー
  - 大盛りククレカレー（現在は中辛・辛口のみ）

- カレーマルシェ
- 咖喱（カリー）屋カレー
  - 実質的にはククレカレーの廉価版に該当し、競合商品としてはエスビー食品「S&B おいしいカレー」（旧・S&B なっとくのおいしいカレー ← S&B なっとくのカレー）や江崎グリコ「グリコ カレー職人」などがある。
  - 日本全国のスーパーマーケットにおけるレトルトカレーの銘柄別売上（2010年（平成22年））では、本品中辛が第1位、本品辛口が第2位、本品大辛が第5位であった。

- ザ・ホテル・カレー
- カレー鍋つゆ
- 麻布十番
- とろうま角煮カレー
- デリー・プレミアムレシピ
- 咖喱（カリー）ヌーヴォ
- でか盛りカレー
- プロ クオリティ（170g×4食パック専売）
  - 一般向けレトルトカレーとしては非常に珍しく、肉とタマネギが完全にカレーソースに溶け込んでおり、事実上ほとんど具材が存在しない異色のレトルトカレー。

- スペースカレー
- めざめるカラダ朝カレー
- カレーパン用バーモントカレーフィリング（業務用）

（終売になった製品）
- ハウスカレー（粉末タイプ）
- カリー・ザ・ホット
  - 1987年（昭和62年）発売。激辛ブームの最中に発売された「辛さ」を売りにしたカレーで、「赤カリー」「黒カリー」の二種が販売された。2002年（平成14年）に「元気を呼ぶカレー」の製品名で「赤カリー」「黒カリー」が復活した。

- ちょっと贅沢なビーフカレー
- カリーシェフ
- 咖喱（カリー）工房
- カレー上手
- カレーセレクト
- カレークイック
- カレーリゾッテ
- 完熟トマトとなすのカレー
- 完熟トマトとシーフードのカレー
- 洋食倶楽部
- ククレベジタブルカレー
- ククレカレー100（ミートボール入り）
- ビーフのためのカレーです。
- シーフードのためのカレーです。
- デリッシュカレー（1975年発売（ビーフ用、ポーク用、シーフード用）ザ・カリーに統合）
- 男爵いものビーフカレー
- ヤングジャワカレー
- とろける旨さのビーフカレー
- カップdeカレー
- カリーHOTハバネロ
- マーボーカレー
- ジャワ
- アリアケ特製ビーフカレー

#### シチュー
- シチューミクス
  - 同社が現在発売している現行商品としての即席シチュールウとしては最古参（1966年発売開始）となる商品。同社の即席シチュールウとしては唯一、発売当初から顆粒タイプのルウが用いられている。
- 北海道シチュー
- 北海道チャウダー
- コクの贅沢シチュー
- こくまろシチュー
- シチュード・ボー
  - プレミアム系即席シチュールウ。同社の即席シチュールウとしては初めて固形タイプのルウが用いられた商品。
- ふらんす厨房
- ビストロシェフ ビーフシチュー
  - 当初は内容量が200g入り（10皿分）で販売されていたが、原材料の高騰などの理由のため2014年2月のリニューアル以降より製造コストを下げる理由で160g入り（8皿分）に減量となった。
- シチュー屋シチュー
- 麻布十番ビーフシチュー
- カップシチュー
- ミッキーマウスシチュー
- ごちそうチャウダー

（終売になった製品）
- ククレシチュー
- ザ・シチュー
- シチューマルシェ
- ビーフのためのシチューです。
- ふうふうシチュー
- 白雪姫のホワイトシチュー

#### ハヤシライスソース・ハッシュドビーフ
- 完熟トマトのハヤシライスソース
- こくまろハヤシ
- ハッシュドビーフ（2代目）
  - 先述の「ザ・カリー」の事実上の横展開商品でそれと同様に固形ルウと調理の最後の仕上げに投入する調味（香味）ペーストで構成されている。
- バーモントハヤシ
  - 現在同社から発売されている即席ハヤシライスソースルウとしては最古参（1980年発売開始）となる商品。
- 熟成デミグラスソースのハッシュドビーフ
- ビストロシェフ ハッシュドビーフ
  - 当初は内容量が200g入り（10皿分）で販売されていたが、原材料の高騰などの理由のため2014年2月のリニューアル以降より製造コストを下げる理由で160g入り（8皿分）に減量となった。
- 咖喱（カリー）屋ハヤシ[注釈 6]
- 麻布十番ビーフハヤシ
- ザ・ホテル・ハヤシ

（終売になった製品）
- ハッシュドビーフ（初代）
  - 先述の2代目「ハッシュドビーフ」とはまったく別物の商品。「熟成デミグラスソースのハッシュドビーフ」と入れ替わる形でそのまま販売終了となった。

- 仏蘭西料理屋さん
- ククレハヤシ
- アリアケ特製ハヤシライス

#### スープ
- スープdeおこげ
- ふらんす厨房ブイヤベース

（終売になった製品）
- ジョリエール（レトルトスープ）
- スープファーム
- 豆乳を練りこんだしらたき麺のスープ

### 飲料系
- ウコンの力 ●
- メガシャキ ●
- 黒豆ココア ●
- むぎ茶
- 健美茶房はと麦茶
- C1000 ●
- 生ローヤルゼリー1000ドリンク ●
- プラッシー ●
- L-137 ●
- ネルノダ ●

（終売になった飲料系製品）
- 六甲のおいしい水
  - アサヒ飲料に事業譲渡。

- It's（イッツ）
  - 1980年代中頃に発売されたニアウォーター的製品。アップル、グレープフルーツ、レモンライム、オレンジライムの4種類があった。

- うるおい習慣 ●
- 麦芽茶
- 白烏龍
- プルコレモン
  - ドーバー洋酒貿易に事業譲渡。現在はサントリー食品インターナショナルから業務用に発売されている。

- 豆乳SOY200
- やすらぎウォーターfoo
- 飲むフルーチェ
- PURE-INドリンク
- SASSO
- 唐辛子の力
- 食物せんいのおいしい水
- ニンニクの力 ●
- 黒ニンニクの力 ●
- うるおい美率ドリンク ●

### スナック系
- とんがりコーン
- O'ZACK（オー・ザック）
- パワーランチ
- こんがりポテト
- さわやか吐息（口臭予防タブレット）
- PURE-IN
- ナチュラルブラウン

（終売になったスナック菓子製品）

- ポテトチップス
- えび味チップス
- 磯あじチップス
- ポテトクルックル
- グラノラバー
- クリッパー
- クリスピーポテト
- さかなかな?!
- ディズニーチップ
- アメリカンポップコーン
- あかんべドラゴン
- おつまみクルトンスナック
- おいしいWA!
- しらんべサラマンドラ
- ソイチップス
- チップスカンパニー
- カラフルキューブ
- カラヒリ族
- ゲンキッズ
- Theじゃが
- コロコロリン
- たべごろ最前線
- チャットタイム
- アイチップス
- パンチェッター
- リトルボール
- リボンギャル
- ゆうわく星
- ロッカッキー
- 豆スナックジャック
- マジカルポップ
- みのり組
- こうばしコーン
- ソイチップス
- GABANポテトチップス
- サクサクジャガジャガ
- プチッカー

### めん系

#### ラーメン
- うまかっちゃん「うまかラーメンうまかっちゃん」
- 好きやねん[注釈 9]

（終売になった製品）
- シャンメン
  - しょうゆ味（ハウス初の即席めん。スープは後に、煮込む時に使用する「中華ブイヨン」と、液体スープ「しょうゆだね」の「Wスープ」に変更、これは「本中華」にも使用される）
  - たまごめん（CMソングは暁テル子「ミネソタの卵売り」の替え歌。歌にもあるように、当時37円だった。CMと共に当時の子供達から人気を博し、後に「ちびまる子ちゃん」でも取り上げられた。その後塩味も発売、CMソングは『赤胴鈴之助』のテーマの替え歌）
  - みそ味（CMは堺正章）
  - そばゲッティ（シャンメン唯一の焼きそば系即席めんだが、ソースはトマト系で、スパゲティに近い味）
  - めん太鼓（ハウス初、シャンメンでは唯一のノンフライ麺。しょうゆ味とみそ味の2種類。CMには佐良直美と伴淳三郎が出演）
  - BIGシャンメン

- 本中華（後に商品名を「本中華・醤（ジャン）」に改める。大橋巨泉がCMで発した言葉「なんちゅうか、本中華」は有名。2002年頃に終売）
- つけ麺（のりじょうゆ、ごまだれ）
- 王風麺（ワンフーメンと読む。白湯スープ味と合せ味噌白湯スープ味が存在していた。また、ワカメを具に添えた「わかめ王風麺」も発売された）
- 楊夫人（マダムヤンと読む。先例の明星食品『中華三昧』に対抗する形での高級ラーメンとして話題に。CMキャラクターに台湾の女優・湯蘭花（タン・ランファ）を起用。）
- 303（正式な商品名は「ヌードル3時（24時間制で15時）03分」。工藤夕貴出演のCM「お湯をかける少女」で話題となる）
- 涼味美味
- 青椒肉絲麺・叉焼麺・坦々麺
- 味わい厨房
- 北のラーメン屋さん
- うまいっしょ（キャッチフレーズは「北のラーメン屋さん うまいっしょ」。CMソングに近藤真彦の「北街角」を使用）
- みそとことん
- たまらんちゃん
- うまかチャンポン
- うまかっちゃん 濃い味
- うまかっちゃん 辛口
- うまかっちゃん からし高菜風味
- これが九州のラーメンうまかっちゃん まろやかとんこつ
- うまかっちゃん ぴり辛とんこつ
- うまかっちゃん ごまとんこつ
- うまかっちゃん 博多焼きラーメン
- うまかっちゃん 宮崎名物鶏の炭火焼風味のとんこつしょうゆ味
- うまかっちゃん 魚介とんこつ
- うまかっちゃん うま辛かとんこつ
- うまかっちゃん <辛口味>復刻版
- うまかっちゃん 海老みそとんこつ
- うまかっちゃん めんたいとんこつ
- うまかっちゃん 焦がし醤油とんこつ
- うまかっちゃん めんたいとんこつ醤油仕立て
- うまかっちゃん 赤辛
- 冷しつけ麺
- 金のつけ麺
- 黒のつけ麺
- スープが自慢のしょうゆラーメン
- とろみ好麺
- 白湯麺
- 細打名人
- 細打名人涼菜麺
- 細打名人こくとんこつ
- 細打名人鶏ガラしょうゆ味
- ほんしこ
- 洋風ラーメン うまいジャン
- 東京のラーメン屋さん
- 東京のラーメン屋さん わっしょい
- 浪花の中華そば 好きやねん 白みそラーメン
- 浪花の中華そば 好きやねん うどん
- 極つゆラーメン

他、多数

#### パスタ
- お箸でパスタ
- 釜玉すぱ
- スープスパゲッティ
- スパゲッティソース
- ぱすた屋
- パスタデココ
- 冷して食べるスパゲッティ
- たっぷりスパゲッティ
- 和風スパゲッティ

#### その他
- 花さぬき（同社の即席麺としては唯一のうどん系和風麺。「ざるうどん」と「カレーうどん」の2種類を発売）
- カンタブランチ

### スパイス・シーズニング系

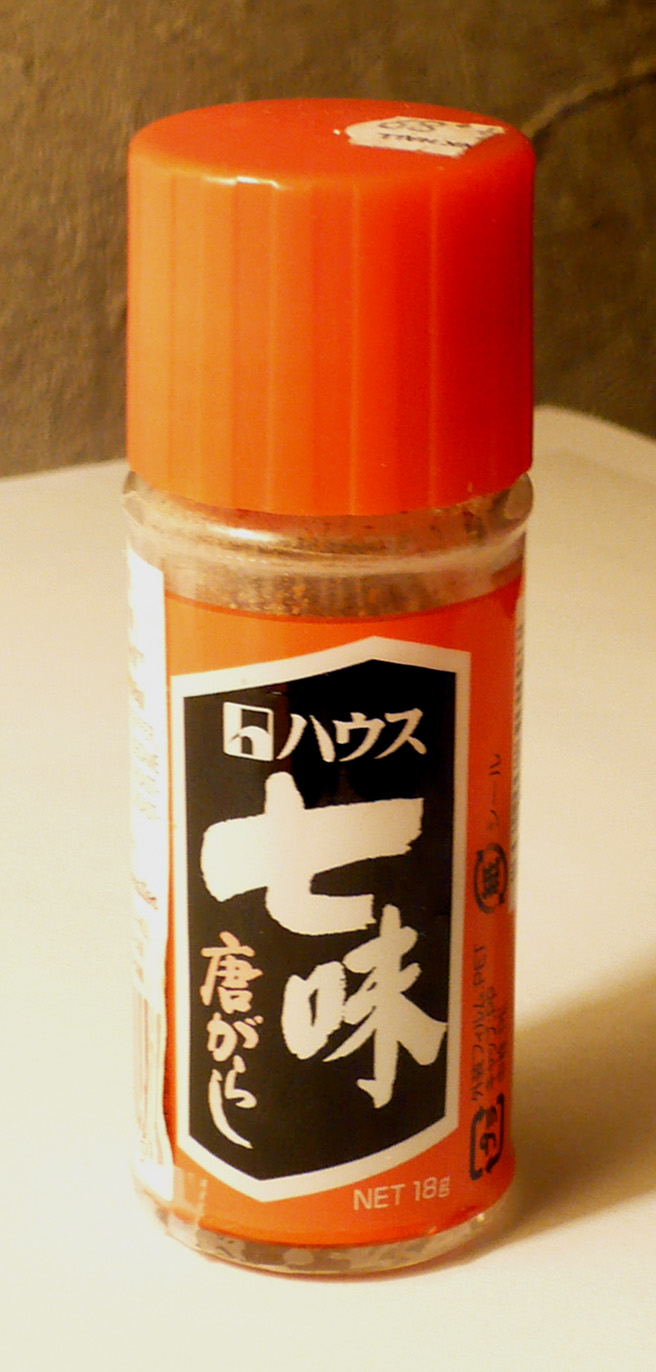
七味唐がらし

スパイス
- 一味唐がらし
- 七味唐がらし
- クッキングコショー
- クッキングあらびきコショー
- 和香り
- オーガニックシリーズ
- カレーパウダー
- カレーパートナー
- 唐がらし族
- 料亭シリーズ（塩、ラミネートチューブ）
- GABANシリーズ
- ニュークラウンエースシリーズ
- パパン（旧：トーストシーズニング）

など
ラミネートチューブ
- ねりからし
- ねりわさび
- 特選生わさび
- 特選本香り生わさび
- 特選わさび（終売）
- ねり唐がらし（終売）

など
調味料
- シェフにおまかせシリーズ
- 香りソルト
- フリフリッチポテト（フライドポテト用）

ドレッシング・タレ系
- 冷しゃぶドレッシング
- さっと逸品焼き肉サラダドレッシング
- 火鍋房（終売）
- のっけてジュレ
- 焼き肉ドレッシング

など

### 一般食品系
ハンバーグ
- 豆腐ハンバーグの素

米飯
- 炒飯の素
- 元気な穀物

麻婆
- マーボ豆腐の素
- ククレミートマーボ

その他
- だし亭 ●
- たまごにグー
- 三ツ星食感

（終売になった製品）

- バーガーヘルパー（ハンバーグヘルパーの前身）
- おでんだしの素
- ほんとうふ
- 豆腐名菜
- マーボ亭
- おにぎり囃子
- 炊き込みご飯の素
- 汁の里
- ハンバーグヘルパー
- まぜまぜ御膳
- やさしい食卓

他、多数

#### 高速調理食品
- シェフズセレクト
- できたてづくり
- コレガリゾット
- マカロニグラタン
- 北海道グラタン
  - 北海道パンでグラタン

（終売になった製品）

- ミートグラタン、オーグラタン
- ハウスレンジグルメ
- いただきレンジ
- ディッシュアップ
- ポテトグラタン
- トマトとペンネのグラタン
- 豆腐グラタン
- パンでグラタン
- ライスでグラタン
- ハウス香草パン粉焼き
- イタリア厨房オーブン焼き
- スパゲッティグラタン
- グラタンソース

### デザート系
※1979–80年頃には全商品共通のイメージCMキャラクターでハッピーおばさんが登場していた。
プリン
- プリンミクス
- プリンエル
- 黒ごまプリン

ゼリー
- ゼリエース
- コーヒーゼリー
- クッキングゼリー
- ハマグチェ
- フルーチェ
  - フルーチェハンディタイプ

- シャービック（アイスシャーベットの素であり、名称は「シャーベット」と“正六面体風”の「キュービック」の合成造語）
- グルッとシェイク

（終売になったデザート製品）

- キャラメルミルクプリン
- 杏仁ミルクプリン
- 豆乳ミルクプリン
- ゼリメイト（旧「ゼリエース」のリニューアル商品）
- みぞれっ子
- さくらっ子
- ユングフラウ
- フルーツインゼリー
- ヨーグルトシャンティ
- ふっくらケーキ屋さん
- スカッシュゼリー
- PURE-INゼリー
- フルーツパラダイス（関東地方限定）
- カラダ癒しスイーツ
- つるるん小町
- 紅茶のゼリー
- フルーチェアジア

### その他のハウス製品
- ミストハーブ
- うるおい美率プレーンパウダー
- 天然効果（サプリメント食品）●
- Supplement（サプリメント食品）●
- 新玄 ●
- 明日への恵み（特定保健用食品）●

通販限定商品
- 天然効果
- 手づくりほんとうふ
- ニュートリシステムJ-ダイエット

### キャラクター商品
東京ディズニーリゾートとスポンサー契約の影響で、ウォルト・ディズニー関連商品が主である。
- くまのプーさんシリーズ（カレー、ハヤシ）
- ミッキーマウスシチュー
- バズ・ライトイヤー（ハヤシ）

（終売）
- シャンメン ハローキティパック
  - 1977年10月発売。サンリオとタイアップした商品だったが、売れ行きが低迷し半年足らずで販売終了。

- サザエさんちシリーズ（ふりかけ、お茶づけ、おにぎり）
  - CM出演 - サザエさん一家（声の出演はテレビアニメ版オリジナルメンバーが担当）

## スポンサー協賛
- スタジオジブリ（同スタジオが製作するアニメーション映画に特別協賛した）
- 東京ディズニーリゾート-東京ディズニーランド（カントリーベア・シアター、ハングリーベア・レストラン、いずれもウエスタンランド内）-過去に、マイルロングバー（2010年1月5日に閉店）も提供していた。東京ディズニーシー（カスバ・フードコート、アラビアンコースト内）- オフィシャルスポンサー。園内のレストランにカレーソースを供給している。[19]
- バーモントカップJFA 全日本U-12フットサル選手権大会
- ハウスファミリーウォーク[20]（ウォーキングイベント）
- キンダーフェスティバル（京セラドーム大阪で開催されている園児達の祭典・当社が協賛スポンサー）
- 全東北民謡選手権大会-
- 高校生カレー甲子園 - 毎日放送のイベント「オーサカキング」で2006 - 2008年、2012 - 2016年に『ちちんぷいぷい』の夏休み企画として開催。2017年以降は開催せず、同番組で7月中に設定される「ぷいぷいカレーウィーク」の協賛へ移行している。
- ALWAYS 三丁目の夕日・ALWAYS 続・三丁目の夕日 - 映画の協賛を行った。作中にライスカレー[注釈 7]を食べるシーンがあるほか、セブン-イレブン限定で即席ハウスカレー味のカップ麺を製造。
- 大橋巨泉インビテーション（1981年と1983年のみ。当時大会長の大橋巨泉をラーメン「本中華」CMモデルに起用していた）

### スポンサー番組

#### 一社提供
2025年（令和7年）現在。冠提供も含む。
現在
- なし

#### 複数提供
☆は筆頭提供番組。
現在
- ☆羽鳥慎一モーニングショー（テレビ朝日系、金曜、90秒）
- マツコの知らない世界（TBS系）

## テレビ番組
- 日経スペシャル カンブリア宮殿 日本の"カレー文化"創った100年企業 家庭で愛される強さの秘密（2013年10月10日、テレビ東京）[21]

## 書籍

### 関連書籍
- 『カレーの経営学 勝ち続ける驚異のしかけ・ノウハウ ハウス食品にまなぶ』（著者:井上岳久）（2012年4月21日、東洋経済新報社）ISBN 9784492502334